# Rothenseer Straße 1 (Magdeburg)

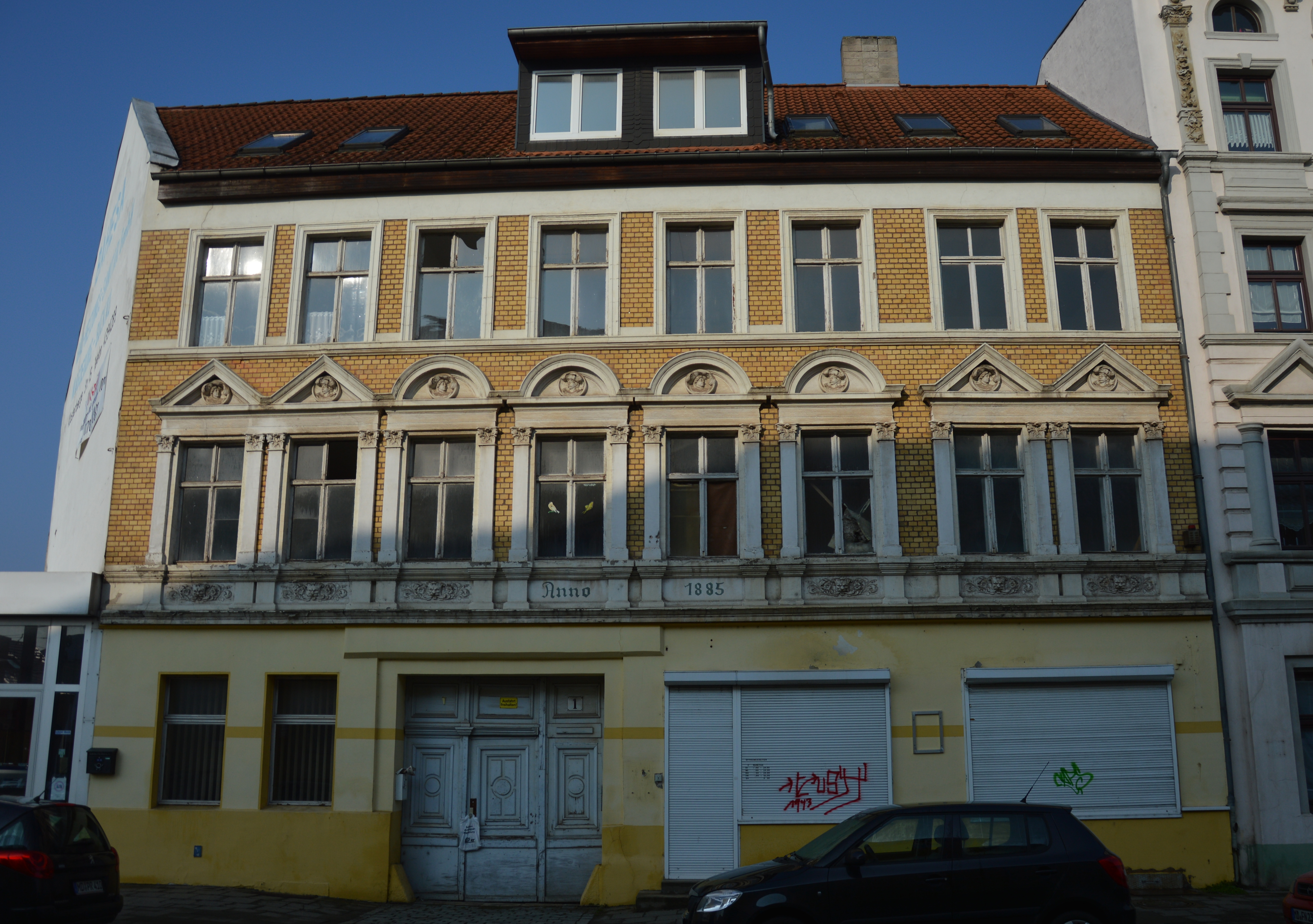
Wohn- und Geschäftshaus Rothenseer Straße 1

Das Haus Rothenseer Straße 1 ist ein denkmalgeschütztes Gebäude in Magdeburg in Sachsen-Anhalt.

## Lage
Es befindet sich im Magdeburger Stadtteil Alte Neustadt am südlichen Ende der Rothensseer Straße, auf deren Westseite. Nördlich des Hauses steht das gleichfalls denkmalgeschützte Haus Rothenseer Straße 2.

## Architektur und Geschichte
Das dreigeschossige Wohn- und Geschäftshaus wurde 1885 als Ziegelbau im Stil der Neorenaissance errichtet. Die achtachsige Fassade ist reich durch Putzelemente gegliedert. Es bestehen Pilaster und mit Büsten versehene Stuckmedaillons. Die Fenster der Beletage verfügen über Rahmungen und Verdachungen. Die Verdachungen der Fenster der vier mittleren Achsen sind halbrund, die übrigen spitzgiebelig ausgeführt.
Der Bau ist als Teil einer gründerzeitlichen Häuserzeile straßenbildprägend.
Im örtlichen Denkmalverzeichnis ist das Wohnhaus unter der Erfassungsnummer 094 81873 als Baudenkmal verzeichnet.